# 千葉県道24号千葉鴨川線

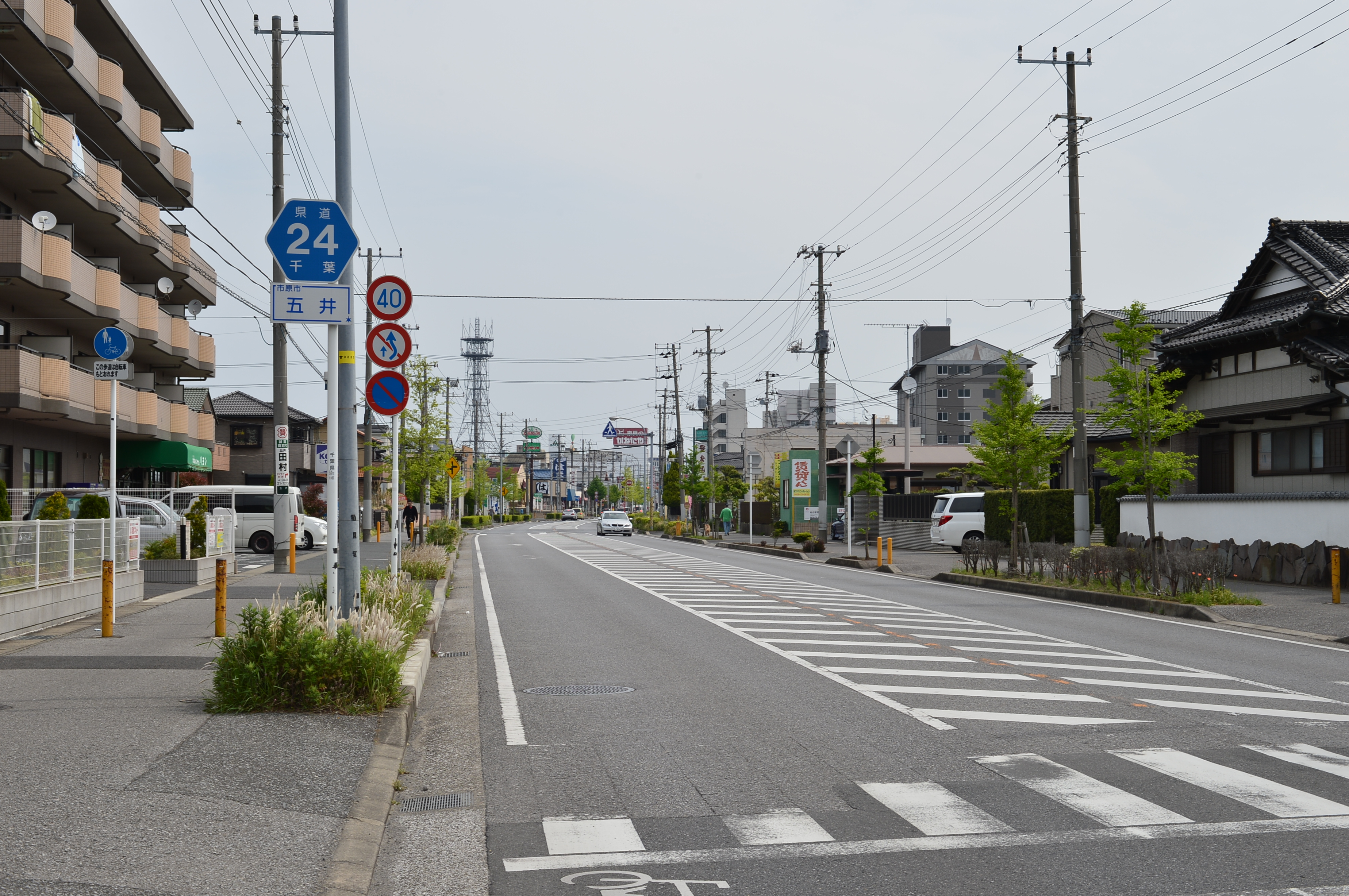
千葉県道24号千葉鴨川線
市原市五井（2015年4月）（現・市原市五井中央南）

千葉県道24号千葉鴨川線（ちばけんどう24ごう ちばかもがわせん）は、千葉県千葉市中央区と千葉県鴨川市を結ぶ県道（主要地方道）である。別名久留里街道（本県道における久留里街道に該当する区間は市原市姉崎から君津市笹まで）、房総スカイライン（本県道における房総スカイラインに該当する区間は君津市笹から鴨川市横渚まで）。

## 概要
鴨川市を中心とする外房地域より都心へのアクセス利用での最重要幹線道路。日東交通などの高速バスも走行する。
かつては君津市笹から鴨川市打墨までの間は千葉県道路公社が運営する鴨川有料道路であったが2019年（平成31年）4月21日に無料開放され千葉県の管理となった。

### 路線データ
- 起点：千葉市中央区塩田町[4] （蘇我陸橋南交差点、国道357号交点）
- 終点：鴨川市横渚[4] （横渚交差点、国道128号交点）
- 総延長：*.* km（千葉土木事務所管内：*.* km、千葉市管内：*.* km、市原土木事務所管内：*.* km、君津土木事務所管内：39.526 km[5]、安房土木事務所管内：8.515 km[6]）
- 重用延長：*.* km（千葉土木事務所管内：*.* km、千葉市管内：*.* km、市原土木事務所管内：*.* km、君津土木事務所管内：19.851 km、安房土木事務所管内：0.0 km[6]）
- 実延長：47.433 km（千葉土木事務所管内：*.* km、千葉市管内：1.586 km[7]、市原土木事務所管内：17.657 km[4]、君津土木事務所管内：19.675 km[5]、安房土木事務所管内：8.515 km[6]）

## 路線状況

### バイパス
高谷バイパス（袖ケ浦市上泉 - 同市高谷）
延長4.6 kmのバイパス道路。円滑な交通の確保や館山自動車道とのアクセス強化を図るため整備された。2020年（令和2年）8月27日に全線開通。国道410号久留里馬来田バイパス「三高」交差点からは直進でこの県道に進めるようになっている。旧道は市道に降格。
君津市笹字片倉地先
カーブが連続して危険であるため、延長0.7kmのバイパス事業を進めており、現在、用地買収を進めているところである。

### 重複区間
- 国道297号〈市原バイパス〉（市原市玉前「養老橋東側」 - 「養老橋西側」）
- 千葉県道13号市原茂原線（市原市姉崎「姉崎」 - ）
- 国道409号（袖ケ浦市三箇「三高」（国道410号久留里馬来田バイパス交点） - 袖ケ浦市高谷「高谷」（国道410号交点））
- 国道410号（袖ケ浦市高谷「高谷」（国道409号との交点） - 君津市大戸見（国道465号交点））
- 千葉県道167号馬来田停車場中川線（木更津市真里谷 - 真里「馬来田駅」）
- 千葉県道166号馬来田停車場富岡線（木更津市真里「馬来田駅」 - 下郡）
- 国道465号（君津市大戸見（国道410号交点） - 名殿）
- 千葉県道92号君津鴨川線（君津市笹「片倉」 - 鴨川市横渚「横渚」）

### 道路施設
- 道の駅ふれあいパーク・きみつ（君津市笹）
- 笹川橋（小櫃川支流、君津市笹）

## 地理

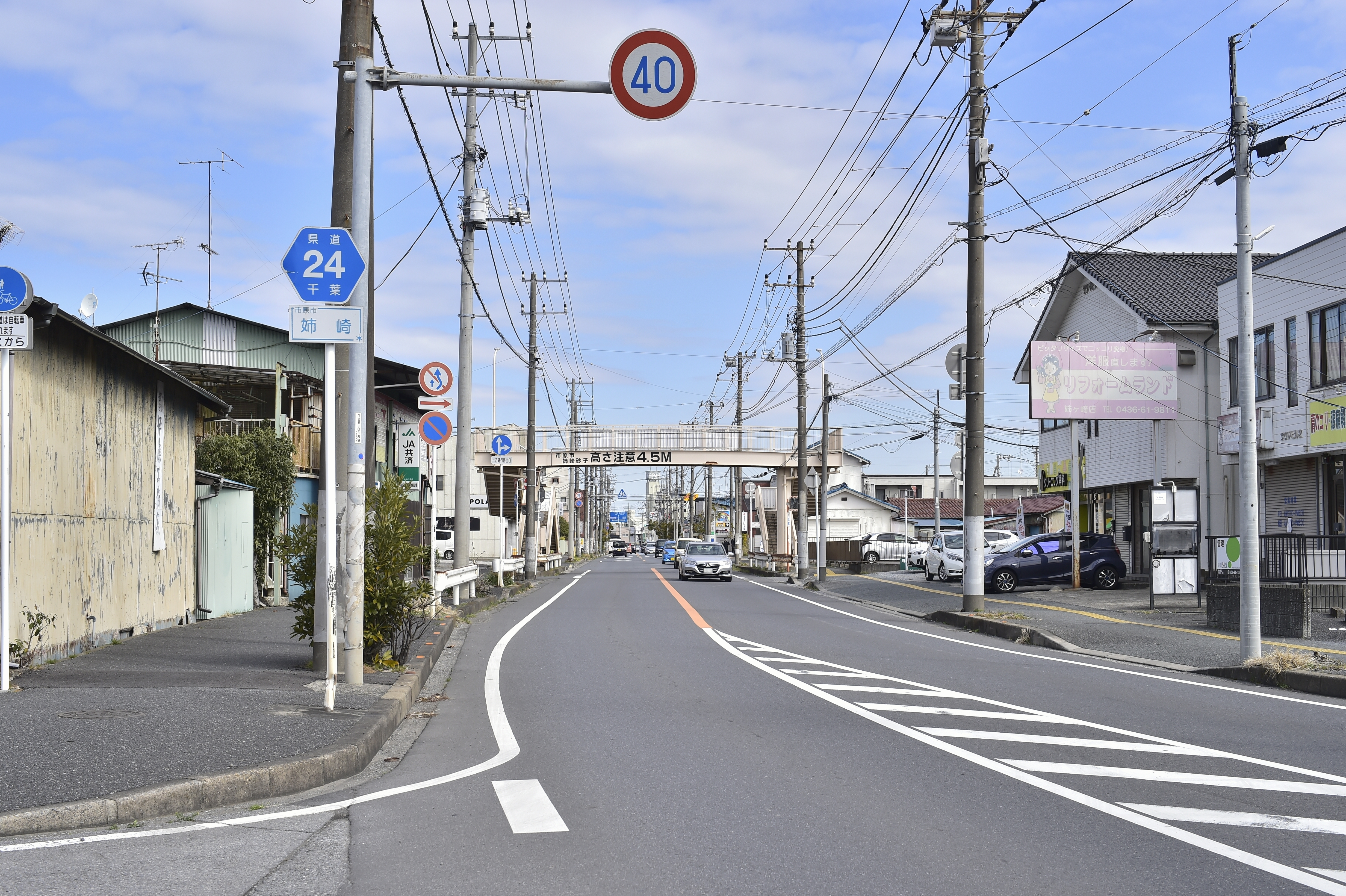
市原市姉崎（2023年3月）

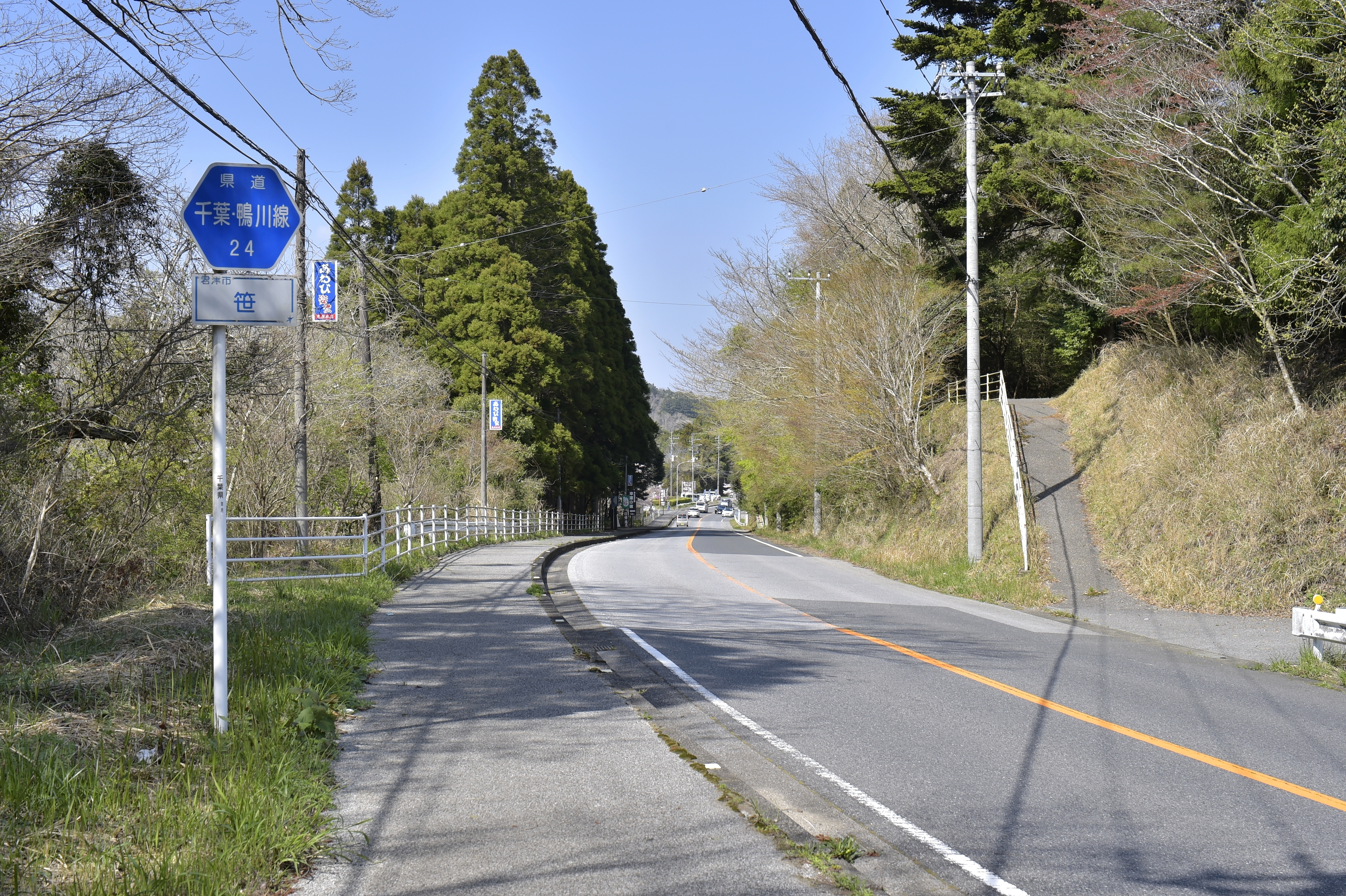
君津市笹（2023年4月）

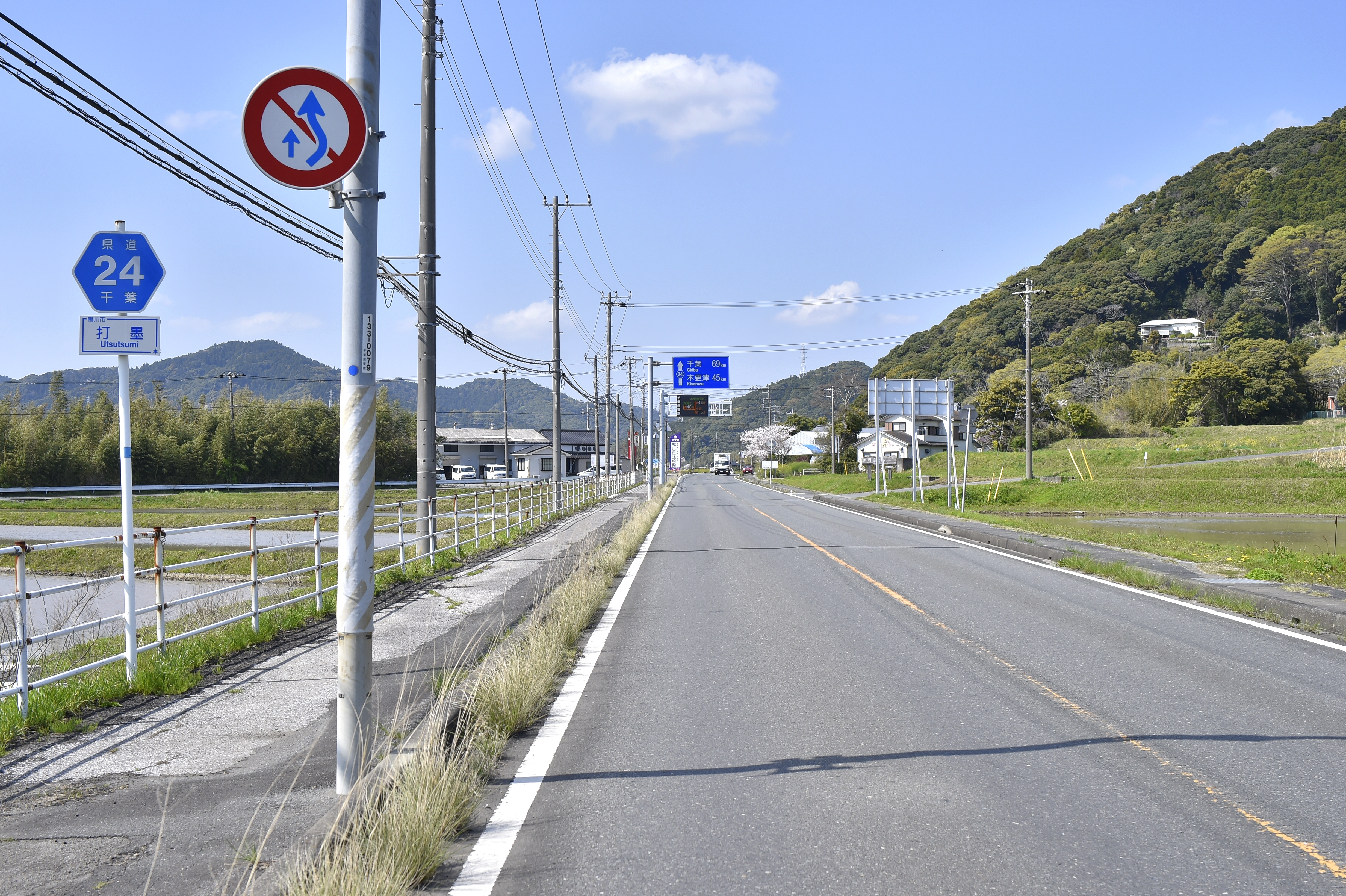
鴨川市打墨（2023年4月）

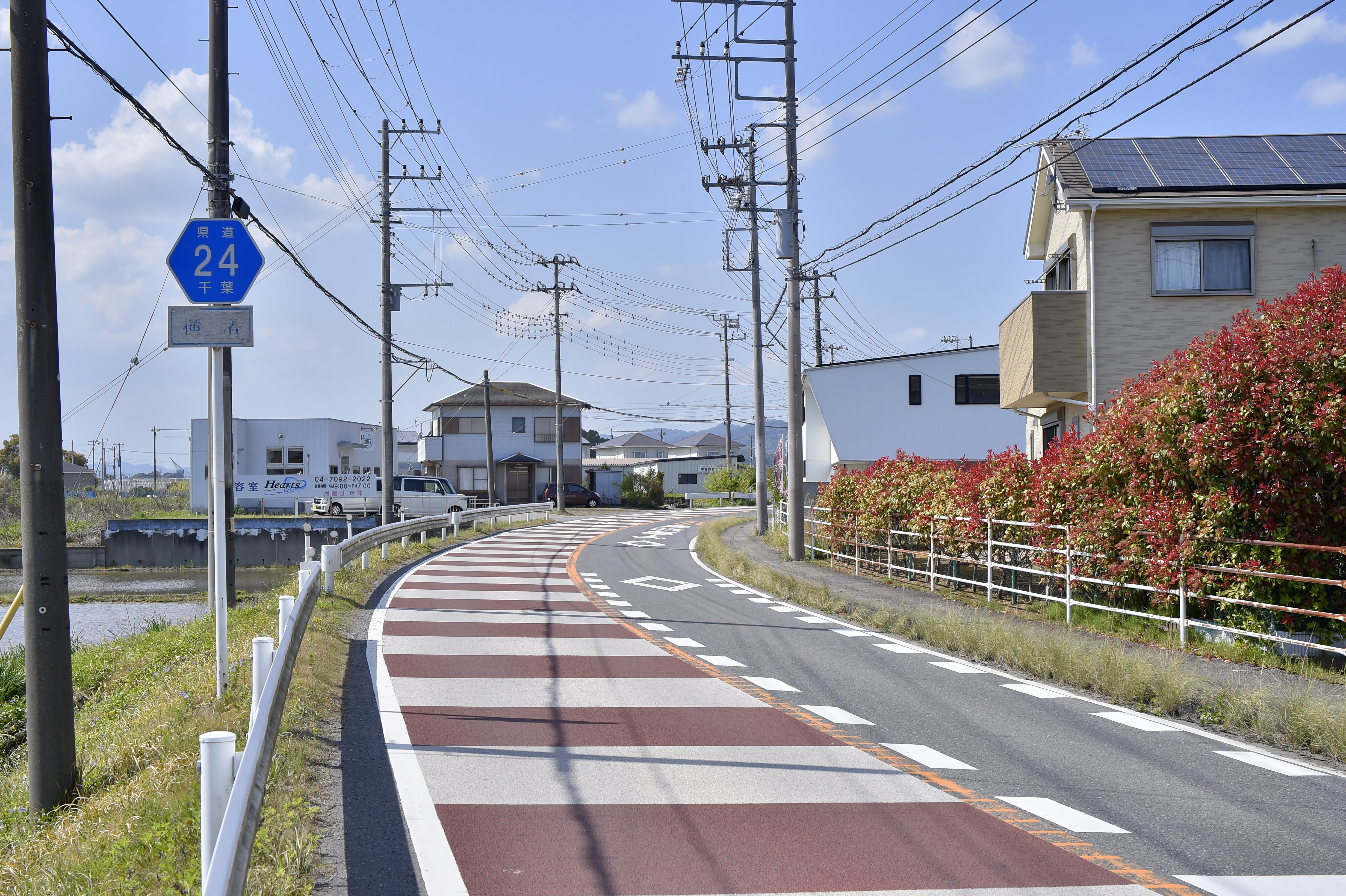
鴨川市横渚（2023年4月）

### 通過する自治体
- 千葉県
  - 千葉市（中央区） -  市原市 - 袖ケ浦市 - 木更津市 - 君津市 - 鴨川市

### 交差する道路
- 国道357号（千葉市中央区塩田町「蘇我陸橋南」）（起点）
- 千葉県道66号浜野四街道長沼線（千葉市中央区浜野町主要地点名なし）
- 千葉県道14号千葉茂原線〈茂原街道〉（千葉市中央区浜野町「茂原街道入口」）
- 国道16号（千葉市中央区浜野町「浜野駅西側」）
- 千葉県道126号八幡菊間線（市原市八幡主要地点名なし）
- 千葉県道220号八幡宿停車場線（市原市八幡主要地点名なし）
- 国道297号〈大多喜街道〉（市原市八幡「八幡」）
- 千葉県道221号五井停車場線（市原市五井中央西「五井駅入口」）
- 国道297号〈市原バイパス〉（市原市玉前「養老橋東側」 - 「養老橋西側」）
- 千葉県道139号茂原五井線（市原市島野「島野」）
- 千葉県道287号袖ケ浦姉ケ崎停車場線（市原市姉崎「姉崎」）
- 千葉県道13号市原茂原線（市原市姉崎「姉崎」 - 信号無）
- 千葉県道144号南総姉崎線（市原市不入斗「迎田」）
- 千葉県道300号上高根北袖線（市原市椎津 - 袖ケ浦市上泉）
- 館山自動車道（市原市天羽田姉崎袖ケ浦IC）
- 千葉県道143号南総昭和線（袖ケ浦市上泉）
- 千葉県道165号横田停車場上泉線（袖ケ浦市野里）
- 国道409号〈房総横断道路〉（袖ケ浦市三箇「三高」 - 袖ケ浦市高谷「高谷」）
- 国道410号（袖ケ浦市高谷「高谷」 - 君津市大戸見信号機なし）
- 千葉県道167号馬来田停車場中川線（木更津市真里谷主要地点名なし - 真里「馬来田駅」）
- 千葉県道168号鶴舞馬来田停車場線（木更津市真里「馬来田駅」）
- 千葉県道166号馬来田停車場富岡線（木更津市真里「馬来田駅」 - 下郡　信号無）
- 千葉県道160号加茂木更津線〈バイパス〉（木更津市末吉「三田」）
- 千葉県道23号木更津末吉線、千葉県道160号加茂木更津線（木更津市末吉「末吉」）
- 千葉県道145号長浦上総線（君津市久留里市場）
- 千葉県道32号大多喜君津線（君津市久留里市場「久留里」）
- 千葉県道93号久留里鹿野山湊線（君津市久留里市場　信号無）
- 国道465号（君津市大戸見信号機なし - 名殿　信号無）
- 千葉県道92号君津鴨川線（君津市笹 「片倉」）
- 千葉県道181号天津小湊田原線（鴨川市打墨「大日」）
- 国道128号〈外房黒潮ライン〉・〈鴨川バイパス〉（鴨川市横渚「横渚」）（終点）

### その他
- 鴨川北部道路
- 安房地域広域農道